# Hookeriopsis crosbyi
Hookeriopsis crosbyi är en bladmossart som beskrevs av Bruce H. Allen 1987. Hookeriopsis crosbyi ingår i släktet Hookeriopsis och familjen Hookeriaceae. Inga underarter finns listade i Catalogue of Life.